# Método de Jeffreys
Em estatística, o método de Jeffreys, regra de Jeffreys ou a priori de Jeffreys, nomeado em homenagem a Sir Harold Jeffreys é uma probabilidade a priori não informativa para um espaço de parâmetros definida como:
{\displaystyle {\pi }_{\theta }({\vec {\theta }})\propto {\sqrt {\det {\mathcal {I}}\left({\vec {\theta }}\right)}}},
onde:
- {\displaystyle {\mathcal {I}}\left({\vec {\theta }}\right)} é a matriz de informação de Fisher;
- {\displaystyle \det } é a função determinante.

Isto é, a priori {\displaystyle {\pi }_{\theta }({\vec {\theta }})} de Jeffreys é proporcional ({\displaystyle \propto }) a raiz quadrada do determinante da matriz de informação de Fisher.
Esta regra possui a propriedade da invariância a transformações 1 a 1 do vetor paramétrico {\displaystyle \theta }. Ou seja, se for feita uma transformação inversível da forma {\displaystyle \phi =g({\vec {\theta }})}, tanto calculando-se a priori para {\displaystyle \theta } e depois fazendo-se a transformação quanto aplicando-se a regra de Jeffreys, obtém-se a mesma priori para {\displaystyle \phi }.